# Antonio Francisco de Castro
Antonio Francisco de Castro, conocido como «el segundo cura de Fruime» (Oroso, provincia de La Coruña, 1744 - 1825), poeta español en lengua gallega del Prerromanticismo.

## Biografía
Durante la Guerra de la Independencia fue encarcelado en el convento dominico de Herbón y, denotado liberal, estaba en la lista de deportados eclesiásticos y civiles a las Islas Canarias en 1820, pero el triunfo de la revolución de Rafael del Riego le evitó el exilio. Aunque tuvo el curato de Fruime, no pudo resistir su soledad y puso con licencia de su prelado un teniente para servirlo y pasó la mayor parte de su vida habitando en Santiago de Compostela. 
Brilló como estudiante de Humanidades y Bellas Artes. Fue condiscípulo en los primeros años de Artes del ilustrado funcionario real Pedro Acuña y Malvar. De sus poesías, las más logradas son aquellas en las que aparecen meditaciones sobre la naturaleza: «La mañana en el campo» y «La entrada del invierno», en las que se combina la preocupación racionalista del neoclasicismo con la nota romántica de la emoción de la naturaleza y el paisaje.